# Courville, Marne
Courville là một xã thuộc tỉnh Marne trong vùng Grand Est đông nam nước Pháp. Xã này nằm ở khu vực có độ cao trung bình 71 mét trên mực nước biển.